# Rohovka (Dobrá Voda)
Rohovka (německy Rohowka) je malá vesnice, část obce Dobrá Voda v okrese Pelhřimov. Nachází se 2 km na jih od Dobré Vody. V roce 2009 zde bylo evidováno 29 adres. V roce 2001 zde trvale žilo 37 obyvatel.
Rohovka je také název katastrálního území o rozloze 2,91 km2.

## Historie
První písemná zmínka o vesnici pochází z roku 1584.
V letech 1850–1910 k vesnici patřily Benátky.

## Osobnosti
Narodil se zde Jan Kušta (1845-1900), geolog a paleontolog činný převážně na Rakovnicku.

## Další fotografie

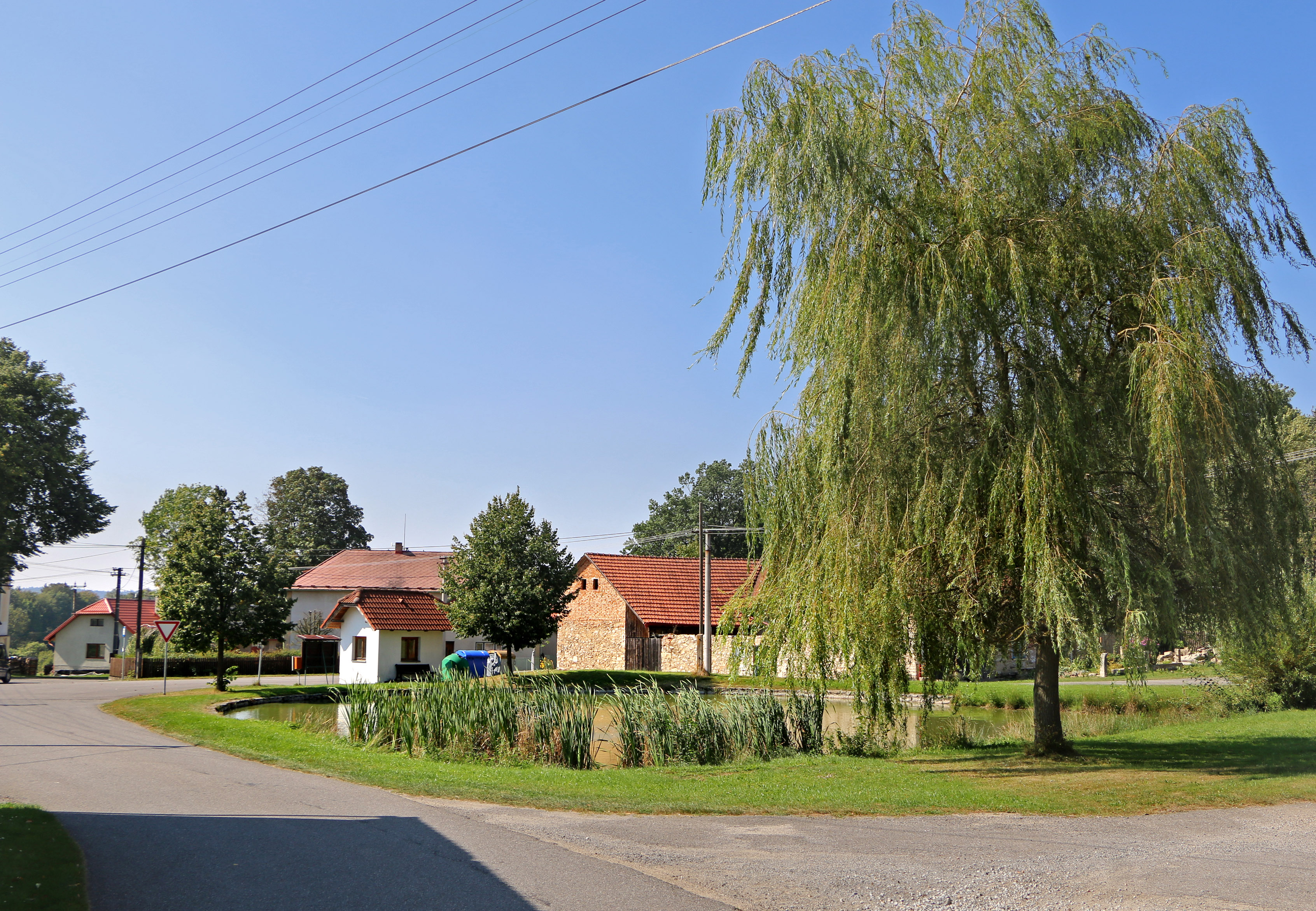
Náves
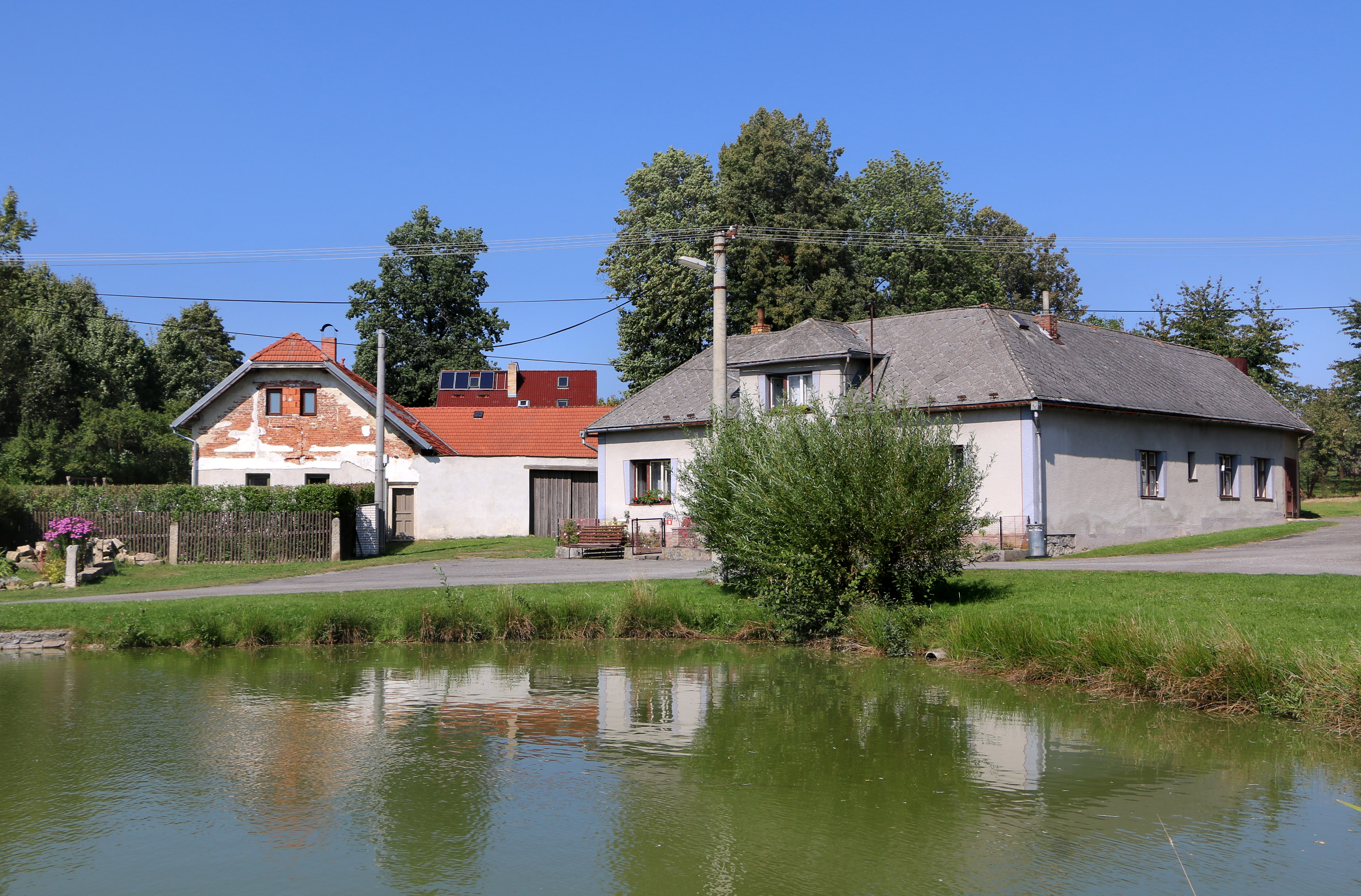
Rybník na návsi
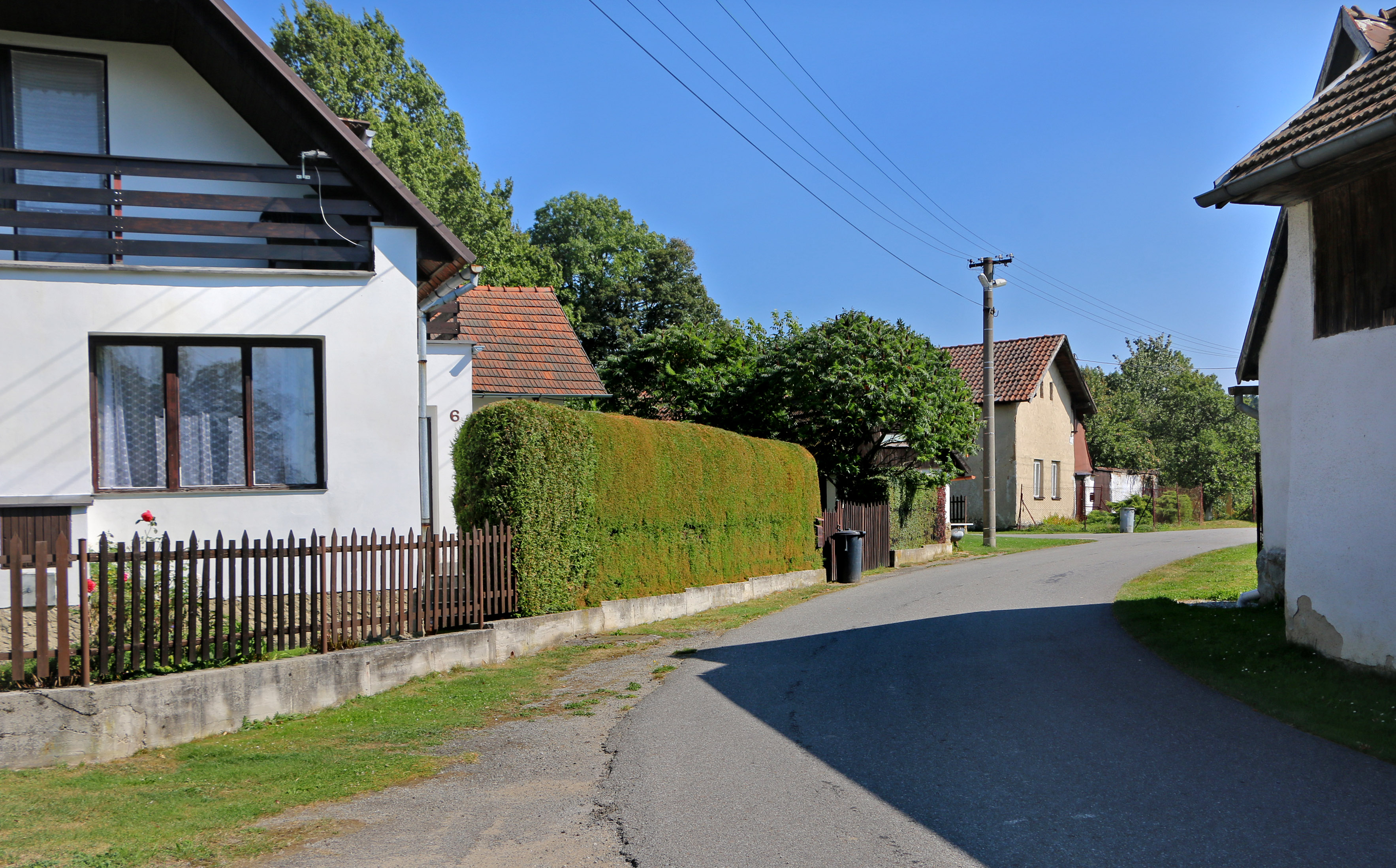
Silnice k Nové Bukové